# Роял Тънбридж Уелс
Роял Тънбридж Уелс (на английски: Royal Tunbridge Wells) е град в графство Кент, югоизточна Англия. Населението му е около 58 000 души (2011).
Разположен е на 97 метра надморска височина в северния край на областта Хай Уийлд, на 50 километра югоизночно от центъра на Лондон и на 59 километра западно от Кентърбъри. Селището възниква през XVII век като балнеологичен курорт около местен минерален извор. Днес туризмът продължава да играе основна роля в икономиката му.

## Известни личности
Родени в Роял Тънбридж Уелс
- Джордж Абът (1874 – 1947), журналист
- Джорджи Адамс (р. 1945), писателка

Починали в Роял Тънбридж Уелс
- Джордж Абът (1874 – 1947), журналист
- Томас Бейс (1702 – 1761), математик
- Алън Кънингам (1887 – 1983), генерал
- Роджър Харгрийвс (1935 – 1988), писател и художник